# Chevry-sous-le-Bignon
Chevry-sous-le-Bignon – miejscowość i gmina we Francji, w Regionie Centralnym, w departamencie Loiret.
Według danych na rok 1990 gminę zamieszkiwało 171 osób, a gęstość zaludnienia wynosiła 23 osoby/km² (wśród 1842 gmin Regionu Centralnego Chevry-sous-le-Bignon plasuje się na 967. miejscu pod względem liczby ludności, natomiast pod względem powierzchni na miejscu 1265.).